# Onitis trochantericus
Onitis trochantericus là một loài bọ cánh cứng trong họ Bọ hung (Scarabaeidae).